# Neotrichia lacertina
Neotrichia lacertina är en nattsländeart som beskrevs av Lazar Botosaneanu 1994. Neotrichia lacertina ingår i släktet Neotrichia och familjen smånattsländor. Inga underarter finns listade i Catalogue of Life.